# Ондроухова, Зузана
Зуза́на Ондроу́хова (чеш. Zuzana Ondrouchová; 20 марта 1950, Прага, Чехословакия — 3 февраля 1978, там же) — чехословацкая актриса.

## Биография
Зузана Ондроухова родилась 20 марта 1950 года в Праге (Чехословакия) в семье врача. После того как Зузана окончила «DAMU», она переехала в Карловы Вары, где играла в театре «Vítězslav Nezval Theater».
Зузана начала сниматься в кино в 1956 году, будучи 6-летним ребёнком, и за свою 22-летнюю, до своей смерти в 1978 году, карьеру она сыграла более чем в 20 фильмах и телесериалах.
27-летняя Зузана скончалась 3 февраля 1978 года в Праге (Чехословакия) после продолжительной борьбы с раком. На момент смерти Ондроухова была замужем за актёром Петром Сваровски (род.1949).

## Фильмография
- Honzíkova cesta (1956)
- Prázdniny v oblacích (1959)
- Život pro Jana Kašpara (1959)
- Zpívající pudřenka (1959)
- Probuzení (1959)
- Osení (1960)
- Malý Bobeš (1961)
- Pohled do očí (1961)
- Kdyby tisíc klarinetů (1964)
- Táto, sežeň štěně! (1964)
- Vrah skrývá tvář (1966)
- Poklad byzantského kupce (1966)
- Dívka s třemi velbloudy (1967)
- Kateřina a její děti (1970)
- Pan Tau (1970)
- Za ranních červánků (1970)
- Žebrácká opera (1971)
- Pan Tau a taxikář (1972)
- Byl jednou jeden dům (1974)
- Osvobození Prahy (1975)
- Profesoři za školou (1975)
- Boty plné vody (1976)
- Blaťácká povídačka (1977)
- Завтра встану и ошпарюсь чаем (1977)
- Ve znamení Merkura (1978)
- Zamřížované zrcadlo (1978)